# NGC 6571
NGC 6571 (również PGC 61504) – galaktyka eliptyczna (E-S0), znajdująca się w gwiazdozbiorze Herkulesa. Odkrył ją Albert Marth 27 lipca 1864 roku.